# کوه تنجو

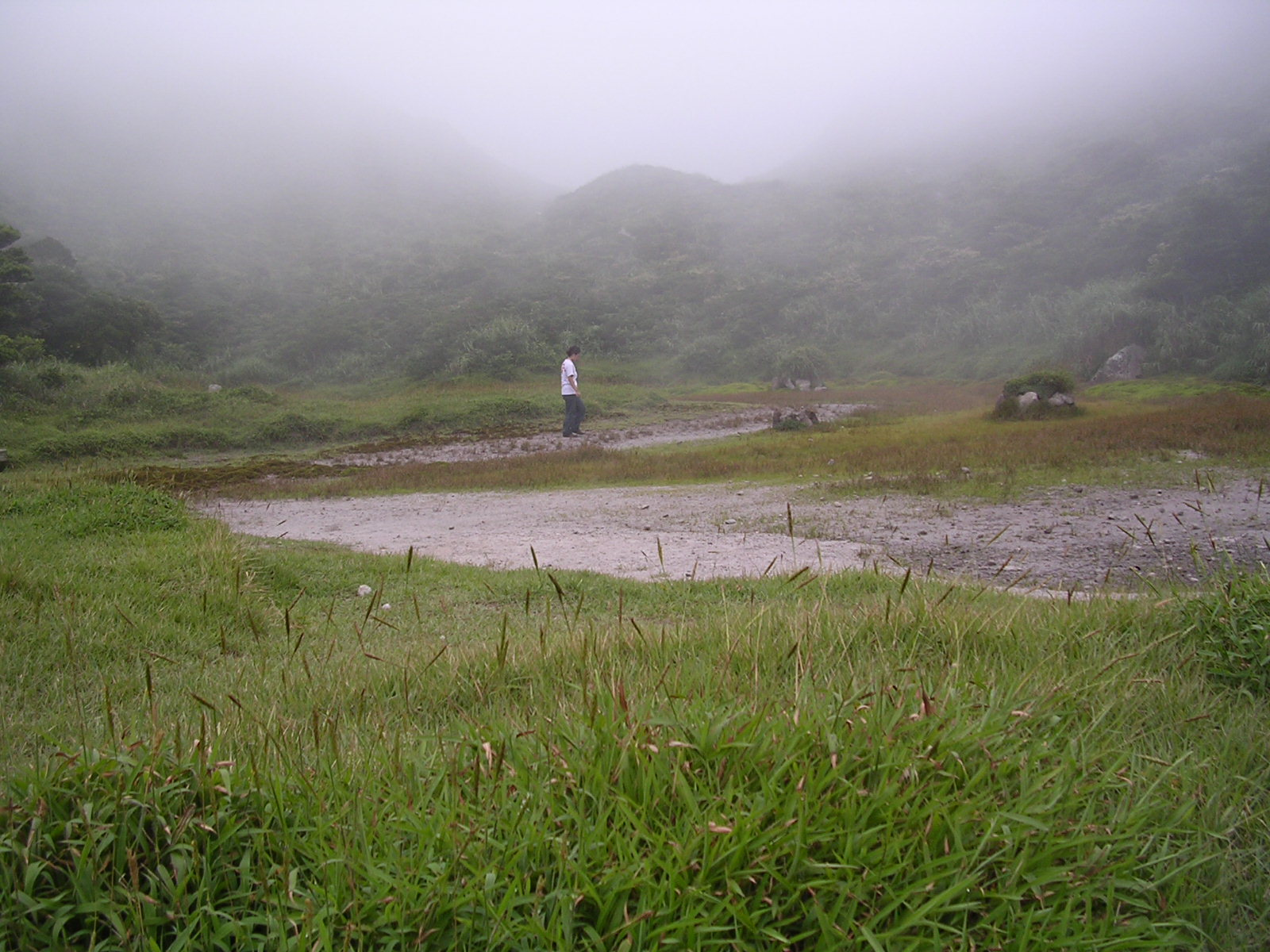
کوه تنجو در جزیرهٔ کوتزو.

تِنجُو سان ( به زبان ژاپنی 天上山) یکی از کوه‌های واقع در جزایر ایزو در استان توکیو در ژاپن است. این کوه در جزیرهٔ کوزوشیما (神津島 Kōzushima) قرار دارد. ارتفاع این کوه ۵۷۱ متر است. طول مسیر راهپیمایی در این کوه ۴ و نیم کیلومتر است. به‌طور تقریبی پیمودن این مسیر ۳ ساعت می‌کشد. 

## نگارخانه

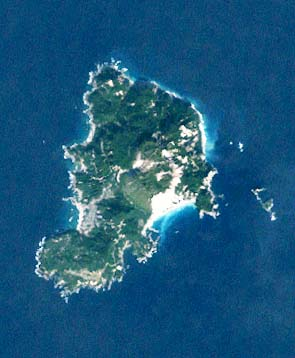
جزیرهٔ کوزوشیما (神津島 Kōzu). برای بهتر دیدن عکس بر روی آن کلیک کنید.
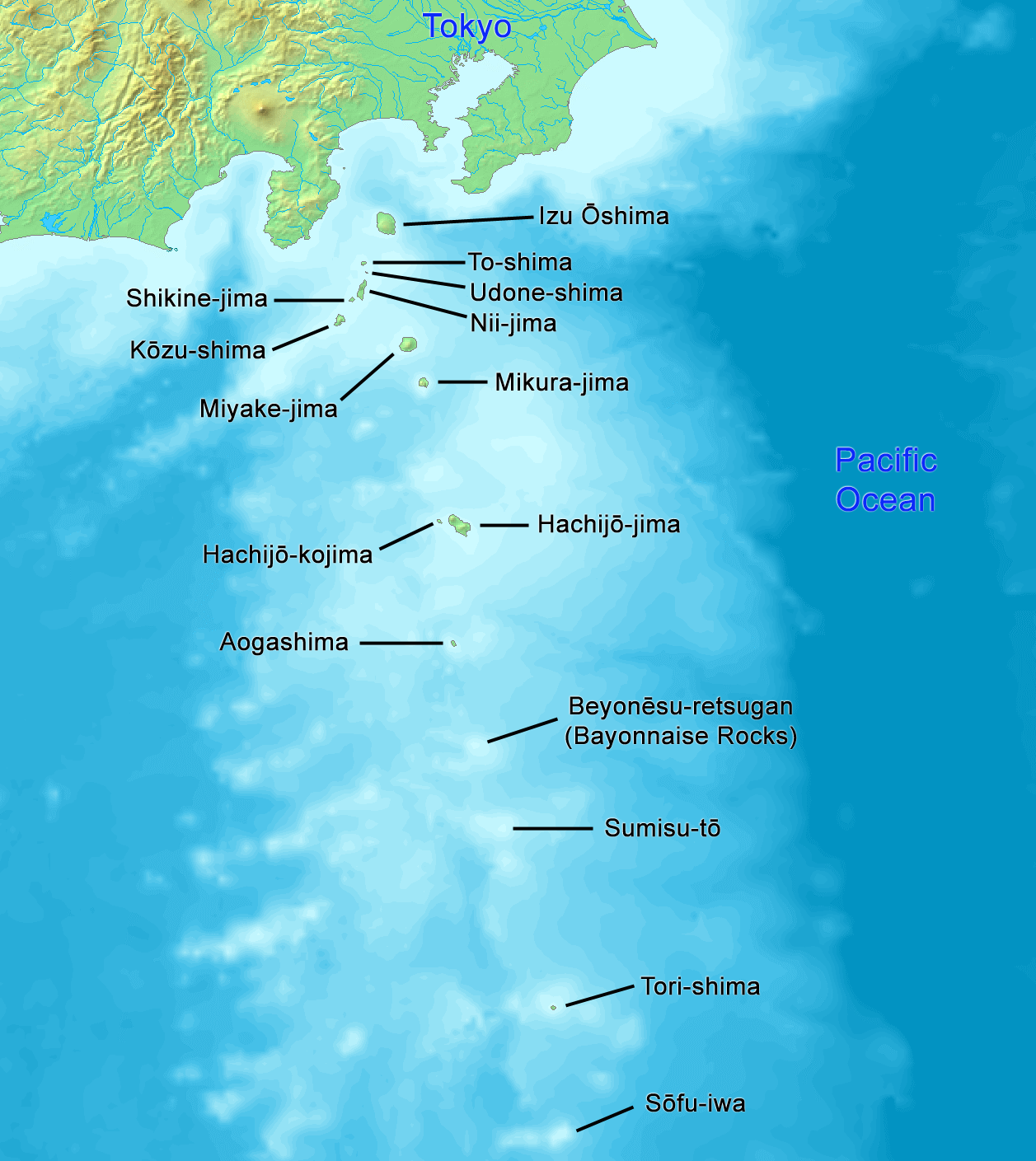
نقشهٔ جزیرهٔ کوزوشیما در مجمع‌الجزایر ایزو. برای بهتر دیدن عکس بر روی آن کلیک کنید.